# Losáñez
Losáñez o Los Añes fue una localidad de la provincia de Segovia, en la actual comunidad autónoma de Castilla y León (España). Formó parte de la Comunidad de Villa y Tierra de Cuéllar, estando encuadrada en el Sexmo de Navalmanzano, y tras su despoblación su término municipal fue incluido en el municipio de Chatún, convertido posteriormente en entidad local menor del municipio de Cuéllar. En la actualidad Losáñez se encuentra en el término municipal de San Martín y Mudrián.

## Geografía
Se encontraba ubicado a 1.800 metros al oeste de la localidad de Mudrián, en el margen derecho de la bifurcación del camino Garci Sancho, donde nace el caz del Rodero Viejo.

## Historia
Debió ser poblado por vascos, pues el topónimo Losáñez parece tener este origen. Aparece citado en 1247 con el nombre de Los Fannes, en 1587 tenía una población de 33 vecinos y desapareció entre los siglos XVII y XVIII, constando como despoblado ya en 1789.
Sus pinares pertenecieron siempre al Ducado de Alburquerque, y aún hoy en día, el actual duque, Juan Miguel Osorio y Bertrán de Lis, mantiene propiedades forestales en la zona.

### Leyenda
Sobre su despoblación existe una leyenda en la localidad de Mudrián, relatada de padres a hijos que sostiene que estuvo causada por la abundancia de culebras en la zona: Eran tantas las que había, que no solamente mamaban a las ovejas en las redes y a las vacas en los corrales, sino que entraban en las casas y subían hasta las camas. Si una mujer, criando, tenía el niño a su pecho mientras dormía, apartaban al niño de la teta de la madre, daban su cola al pequeño, para que no despertara a su madre, y mamaban en su lugar.